# Orthocladius seiryugeheus
Orthocladius seiryugeheus är en tvåvingeart som beskrevs av Sasa, Suzuki och Sakai 1998. Orthocladius seiryugeheus ingår i släktet Orthocladius och familjen fjädermyggor. Inga underarter finns listade i Catalogue of Life.